# Manaó
De Manaó waren een Braziliaans inheems volk wier woongebied in de bedding van de Rio Negro lag, in de huidige deelstaat Amazonas. Hun gebied strekte zich langs die rivier uit stroomopwaarts tot de monding van de Rio Branco in de Rio Negro.
Het inheemse volk werd onderdrukt en verslagen door Portugese immigranten. Een historische leider van de Manaó in de vroege 18e eeuw was Ajuricaba. Hij werd het symbool van inheems verzet tegen Portugal, een leider die in het Amazonegebied bloedige veldslagen leidde. De strijd kende zijn hoogtepunt tussen 1723 en 1728 in de zogenoemde Guerra dos Manaus, de Manausoorlog. Ajuricaba werd in 1728 door de Portugezen gevangengenomen, en op weg naar zijn proces in Belém, wierp hij zich, geketend en al, in de Amazone, waarmee hij de dood verkoos boven de slavernij die hem te wachten zou staan.
De naam van het volk leeft voort in de naam van de hoofdstad Manaus, een stad ontstaan aan de Encontro das Águas, de monding van de Rio Negro in de Amazone. Ajuricaba's naam leeft onder meer voort in de naam van de gemeente Ajuricaba, in de staat Rio Grande do Sul.